# More Than You Know (May-Coe-Iles-Album)
More Than You Know ist ein Jazzalbum von Tony Coe, Tina May und Nikki Iles. Die 2004 im Red Gables Studio in Greenford, Middlesex, entstandenen Aufnahmen erschienen Mitte 2004 auf dem Label 33 Records.

## Hintergrund
Anfang 1998 hatte Tony Coe mit der Sängerin Tina May das gemeinsame Album Jazz Piquant eingespielt. Im Februar 2004 setzten die beiden Musiker ihre Zusammenarbeit mit dem Album More Than You Know fort; begleitet wurden sie dabei von der Pianistin Nikki Iles. Das Programm bestand aus Jazzstandards wie dem Titelstück „More Than You Know“; hinzu kam das von Tina May (Text) und Tony Coe (Musik) gemeinsam geschriebene Lied „Cruel September“.

## Titelliste
- Tony Coe, Tina May & Nikki Iles: More Than You Know (33 Records 33JAZZ100)[1]

1. The Touch of Your Lips (Ray Noble) 5:54
2. Very Early (Carol Hall, Bill Evans) 5:33
3. More Than You Know (Billy Rose, Edward Eliscu, Vincent Youmans) 6:47
4. Ocean (Pete Churchill) 5:19
5. Sometime Ago (Sergio Mihanovich) 5:37
6. Cruel September (Tina May, Tony Coe) 4:30
7. November Girl (Jimmy Woode, Francy Boland) 5:21
8. What Kind of Fool Am I? (Leslie Bricusse, Anthony Newley) 4:51
9. My Man’s Gone Now (George Gershwin) 6:00
10. So Long Big Time (Harold Arlen) 5:50

## Rezeption
Die Kritiker Richard Cook und Brian Morton verliehen dem Album im Penguin Guide to Jazz die höchste Bewertung und schrieben, dies sei ein wunderschön gemachtes Album. Doch diejenigen, die nach einer netten und einfachen Jazz-Gesangsplatte suchten, würden höchstwahrscheinlich von Tony Coes ständig aus dem Rahmen geratenden Soli bestürzt sein, aber dies sei alles im Einklang mit einer Sängerin, die in ihre experimentierfreudigste Phase komme. Nikki Iles spiele mit ihrer charakteristischen heiteren Energie, und die Songs – „Very Early“, „November Girl“ und „So Long Big Time“ sind nur drei aus der überraschenden Auswahl – seien geniale Requisiten für Mays betörenden Auftritt.
„Gesang, Klavier und Tenorsaxophon oder Klarinette; bei so einem seltsamen Setup weiß man einfach nicht, was einen erwartet“, meinte Dave Gelly im Guardian. Doch bei diesen drei Musikern würden die Chancen gut stehen, dass es eine interessante, skurrile und vor allem vergnügliche Musikstunde werde, und das sei sie in der Tat. Erstens hätten sie so viel zusammen gespielt, dass sie die Gesellschaft des anderen einfach genießen müssten. Diese Freude beinhalte ein gemeinsames Gefühl dafür, was mit diesem winzigen Format möglich sei, und absolutes Vertrauen in die musikalischen Instinkte des anderen. Tina May habe eine großartige, ausdrucksstarke Stimme, mit makelloser Stimmlage, klarer Diktion und ohne störende Manierismen. Nikki Iles spiele Klavier mit kristallklarem Anschlag und einer Technik, die es ihr ermögliche, bei Bedarf den fehlenden Kontrabass zu kompensieren. Coe wiederum sei einer der besten Klarinettisten der heutigen Zeit, egal in welchem Idiom, mit einem neugierigen, leicht aufbrausenden Saxophonstil, der ziemlich unnachahmlich sei. Das Ergebnis klinge, als würde man ein intelligentes, oft geistreiches Dreiergespräch belauschen.